# オスピタル・デ・オルビゴ
オスピタル・デ・オルビゴ（Hospital de Órbigo）は、スペイン・カスティーリャ・イ・レオン州レオン県のムニシピオ（基礎自治体）。2018年の人口は987人。面積は4,58 km²。標高823mに位置する。
自治体の中心集落は自治体名と同名のオスピタル・デ・オルビゴであり、自治体内には他にプエンテ・デ・オルビゴ集落がある。

## 歴史
中世にオルビゴ川の左岸のサンタ・マリーア教会の周囲に小さな集落が形成された。15世紀末には川の右岸の旧巡礼者救護院の近くに別の集落が形成された。救護院（hospital）は聖ヨハネ騎士団によって設立されたものであった。この集落はオスピタル・デ・オルビゴと呼ばれた。
オスピタル・デ・オルビゴはこの地で起きた古の出来事の証人であり、また主役でもあった。456年には西ゴート王テオドリック1世とスエビ王レキアリウスの支持者たちとの間で戦端が開かれたと、信じられている。また、マンスール（Almanzor）がサンティアゴ・デ・コンポステーラで徴発した鐘をコルドバへ移送する途上、古い橋を通り、この集落を通って行った。また、19世紀のスペイン独立戦争時に、この地の住民がナポレオン軍の行軍を妨害するために、橋の両端を破壊した。
オスピタル・デ・オルビゴは伝統的に農産物の栽培が盛んで、1890年にはドン・フランシスコ、ドン・ペドロ・ブランコ・デ・シエラ・パンブレイが初等教育および農業応用学校を設立している。多くの住民が飼料工場とミルク工場で働いている。サービス産業分野では観光産業が伸びている。

### サンティアゴ巡礼路

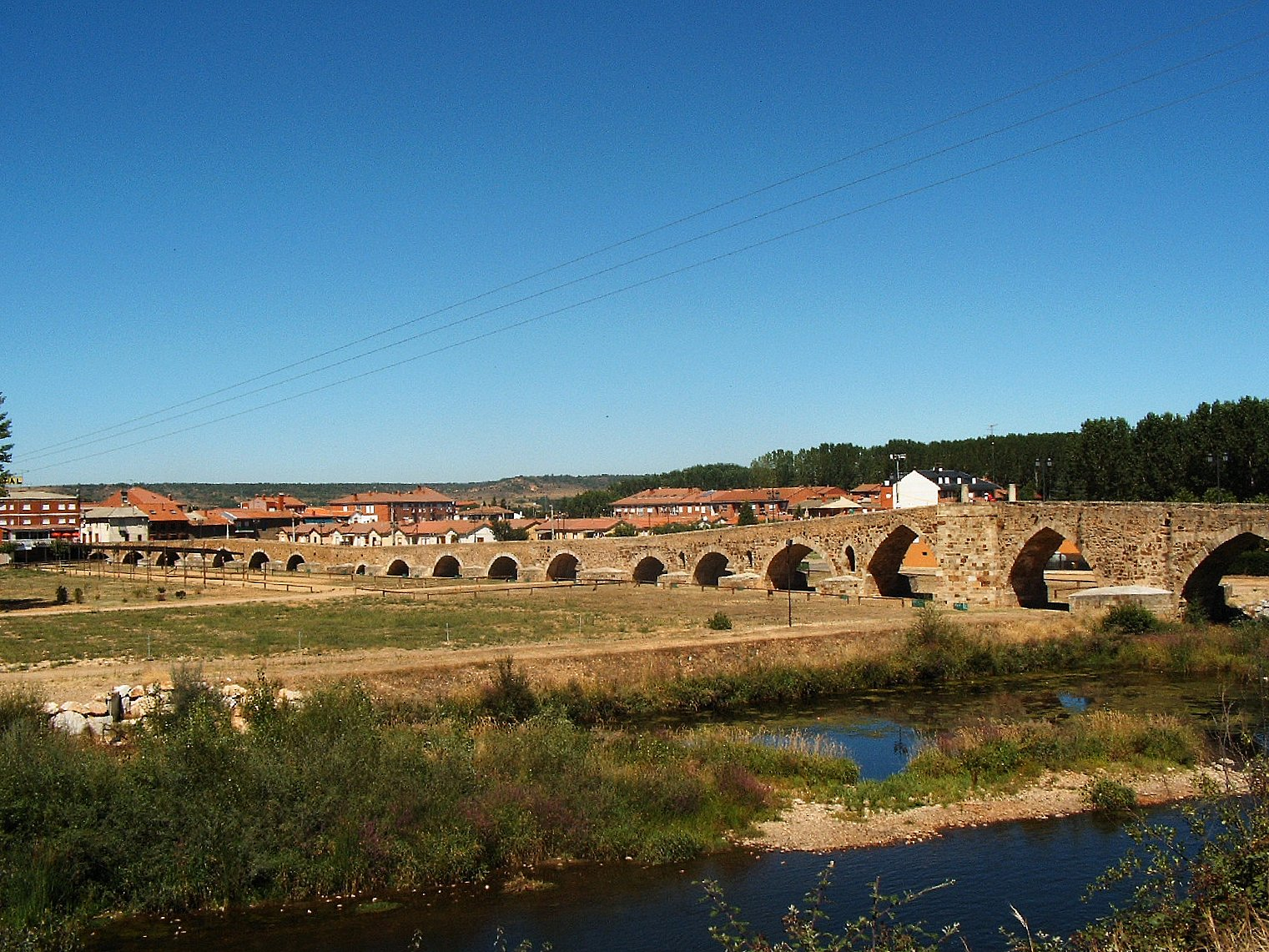
パソ・オンローソ橋

自治体内をレオン・サンティアゴ巡礼路が通っている。巡礼者はサン・マルティン峠を通って、パソ・ホンローソの橋を渡って、旧ヨハネ騎士団のサン・フアン教会を右手に眺めながらそのまま進む。広場には救護院跡が残され、中央にはサンティアゴ巡礼路のシンボルとなっている石造りのクルセーロ（十字架）据えられている。その後道路を渡る地点まで行くと分岐点となっている。そこからは巡礼路の次の重要地点であるアストルガ方面へ向かう道路となっている。

## 名所・史跡
パソ・オンローソ（Paso honroso）橋は、オブリゴ川に架けられた13世紀に建造された橋。現在、橋は川の流れの規模に比べ非常に大きいが、それはこの川の水量が豊かであったため、上流にバリオス・デ・ルナダム（Embalse de Barrios de Luna）が建設されたことによる。橋は19のアーチを持ち、保存状態も良好である。1939年には国の史跡に指定されている。
ローマ時代にはレオンからアストルガへと延びるローマ街道が通っていた。

## 人口
| オスピタル・デ・オルビゴの人口推移 1900－2010           |
|                                                         |
| 出典:INE（スペイン国立統計局）1900年 - 1991年、1996年 - |

## 交通

### 道路
南からカンタブリア山脈方面へ北上するA-66号線が通るラ・バニェサとを結ぶLE-420号線と、県都レオンとアストルガを結ぶN-120号線が通っている。

### 鉄道
レオンとモンフォルテ・デ・レモスを結ぶ路線が走っている。

### 航空
レオン空港はオスピタル・デ・オルビゴから32kmの距離にあり、マドリード、バルセロナ、テネリフェ島などとの間に定期便がある。

## 食文化
オブリゴ川でとれるマスがこの地域の名物となっている。代表的な料理には以下のものがある。
- トルーチャ・コン・ハモン（Trucha con jamón）
- マスのスープ（Sopas de trucha）
- トルーチャ・エスカベチャーダ（Trucha escabechada）